# Rivarossi

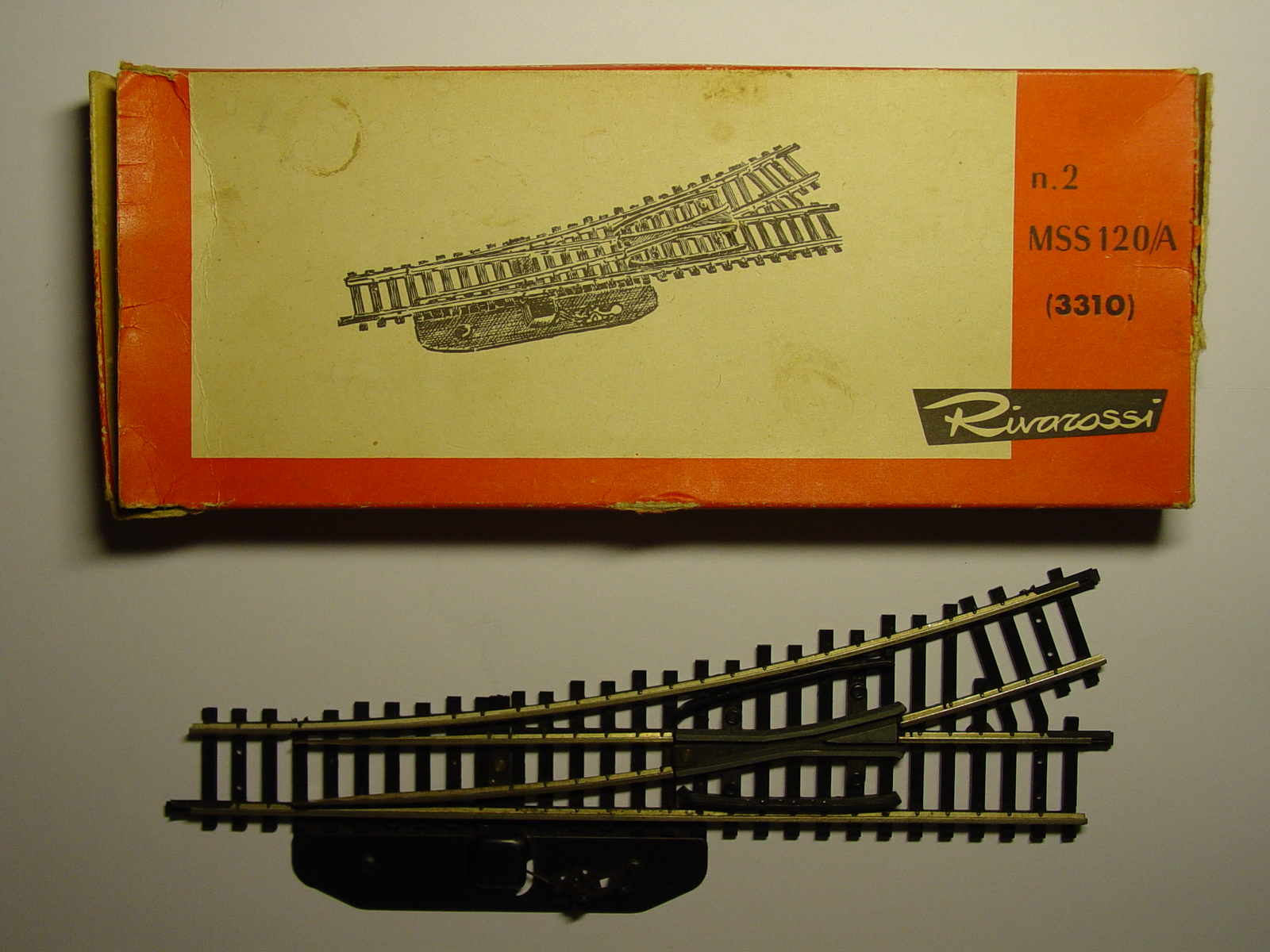
Oude modelspoorwissel van Rivarossi.

Rivarossi is een modelspoormerk. De merknaam is afkomstig van de naam en woonplaats van de oprichter van de fabriek, Allesandro Rossi uit Riva in Italië.
Rivarossi produceerde locomotieven in de schalen 0, H0 en N. Ook werden trams en rails voor spoor H0 gemaakt. Deze laatste producten werden in Duitsland door Trix verkocht.
Rond 1963 ging Rivarossi een samenwerkingsverband aan met Pocher, de fabrikant van modelauto's. Dat merk wordt in 1974 definitief overgenomen.
In de jaren 90 van de 20e eeuw nam Rivarossi achtereenvolgens de modelspoormerken Lima (1992), Jouef en Arnold (1997) over.
In 2003 ging het bedrijf failliet; de boedel werd in 2004 grotendeels overgenomen door Hornby Railways. De productie van modelspoormaterieel vindt onder de namen Arnold, Jouef, Rivarossi en Lima tegenwoordig plaats in China.
Arnold ·
Artitec ·
Bachmann ·
Brawa ·
Egger-Bahn ·
Fleischmann ·
Faller ·
Fulgurex ·
HAG ·
HAMO ·
Hornby Railways ·
Hübner ·
Ibertren ·
Jouef ·
Kato ·
KK Eishindo · 
Kleinbahn ·
Klein Modellbahn ·
Kleinspoor ·
Lemaco ·
LGB ·
Liliput ·
Lima ·
Lionel ·
LS Models ·
Märklin ·
Mehano Train Line ·
Micro-Trains ·
Minitrix ·
MK Modelbouwstudio's ·
Nilkram · 
Phildie · 
Philotrain ·
Piko ·
Primex ·
Regner ·
Rivarossi ·
Roco ·
ROKAL ·
THS ·
Tillig ·
Trix ·
Trix Express ·
Weinert
Abrex ·
Action ·
Agat ·
AHC Models ·
Amalgam ·
AWM ·
Apek ·
Artitec ·
Aurometal ·
Autoart ·
B-A-C ·
Bandai ·
Barlux ·
Best box ·
Bburago ·
BGM ·
Biante ·
Blue Box ·
Brami ·
Brekina ·
Britains ·
Buby ·
Budgie ·
Bymo ·
Cararama ·
Carex ·
Carisma ·
Carson ·
Charbens ·
Champion ·
CM's ·
Compact Specials Europe ·
Conrad ·
Corgi ·
Darda ·
DeAgostini ·
De Backer ·
Diamond Label ·
Dinky Toys ·
Doorkey ·
Edocar ·
Efsi ·
Eko ·
Elekon ·
Eligor ·
Ellas ·
ERTL ·
Espewe ·
Estetyka ·
Exoto ·
Faller ·
Galgo ·
Gama ·
Gasquy ·
Gisima ·
GMP ·
Greenlight ·
Grell ·
Guiloy ·
Guisval ·
Hasegawa ·
Herpa ·
Highspeed ·
Holland Oto ·
Hongwell ·
Hot Wheels ·
Husky ·
Igra ·
Italeri ·
J.M.K. ·
Jada Toys ·
Joal ·
Johnny Lightning ·
Jouef ·
Joy city ·
Kaden ·
KEES ·
Kenner ·
Kentoys ·
Konami ·
KOVAP ·
Kyosho ·
LEGO ·
Lesney ·
Limocars ·
Lion Toys ·
Lledo ·
Lone Star ·
Maisto ·
Majorette ·
Märklin ·
Marx ·
Matchbox ·
Mebetoys ·
Mercury ·
Metchy ·
Miho ·
Miniauto ·
MiniChamps ·
Mira ·
Monogram ·
Monti System ·
Morestone ·
MotorMax ·
Muky ·
Neo Scale Models ·
New Ray ·
Norev ·
Norscot ·
Novoexport ·
NZG ·
Onyx ·
Oxford Diecast ·
Permot ·
Pilen ·
Pioneer ·
Plasticart ·
Playart ·
Pocher ·
Poliguri ·
Polistil ·
Politoys ·
Portegies ·
Premium Classixxs ·
Racing Champions ·
Radon ·
Rainbow Toys ·
R.A.M.I. ·
Realtoy ·
Real-X ·
Redbox ·
REI ·
Replicars ·
Retro 43 ·
Revell ·
Rietze ·
Rivarossi ·
Road Signature ·
Roco ·
Ros ·
RW Modell ·
Sablon ·
Safir ·
Schabak ·
Schuco ·
SEBA ·
Septoy ·
Shelby Collectables ·
SIKU ·
Směr ·
Solido ·
Spark ·
Speedy ·
Summer ·
Tamiya ·
Tantal ·
Tekno ·
Tematoys ·
Tin Toys ·
Tomica ·
Tonka ·
Tootsietoy ·
Tuf Tots ·
Universal Hobbies ·
Valvoline ·
Vemi ·
Welly ·
Wiking ·
Winner ·
Wörlein ·
WSI ·
X-concepts ·
Yatming ·
Yaxon ·
Yow Modellini ·
Zee toys ·
Zylmex